# Pasquale Iannone
Pasquale Iannone (Barletta, 1961) è un pianista italiano.
Si è diplomato al Conservatorio Niccolò Piccinni di Bari con il massimo dei voti e la lode e al Royal College of Music di Londra con il Diploma d'Onore. Ha studiato con A. Dilecce e G. Goffredo ed ha perfezionato i suoi studi con Michele Marvulli, Aldo Ciccolini, Marisa Somma, Piero Rattalino e con Eugenio Bagnoli. Premio Internazionale 'Foyer 2005 e Premio 'Cattedrale d'Argento', è docente di Pianoforte Principale presso il Conservatorio 'Piccinni' di Bari ed è Direttore Artistico dell'Associazione Amici della Musica 'M. Giuliani' di Barletta e del Barletta Piano Festival.

## Discografia
- Rachmaninov: Piano Concerto No.3 Op.30,  2 Momenti Musicali Op.16 - Phoenix Classics  (Pasquale Iannone, piano)[1]
- Brahms: Piano Sonatas No.1, No.2, Studies No.1, No.2 - Phoenix Classics (Pasquale Iannone, piano)[2]
- Tchaikovsky, Rachmaninov: Piano Works - Phoenix Classics (Pasquale Iannone, piano)[3]
- C. Carrara: Destinazione del sangue - Stradivarius STR 33843 (Nicola Fiorino, cello - Pasquale Iannone, piano)[4]